# Wally (Schiele)

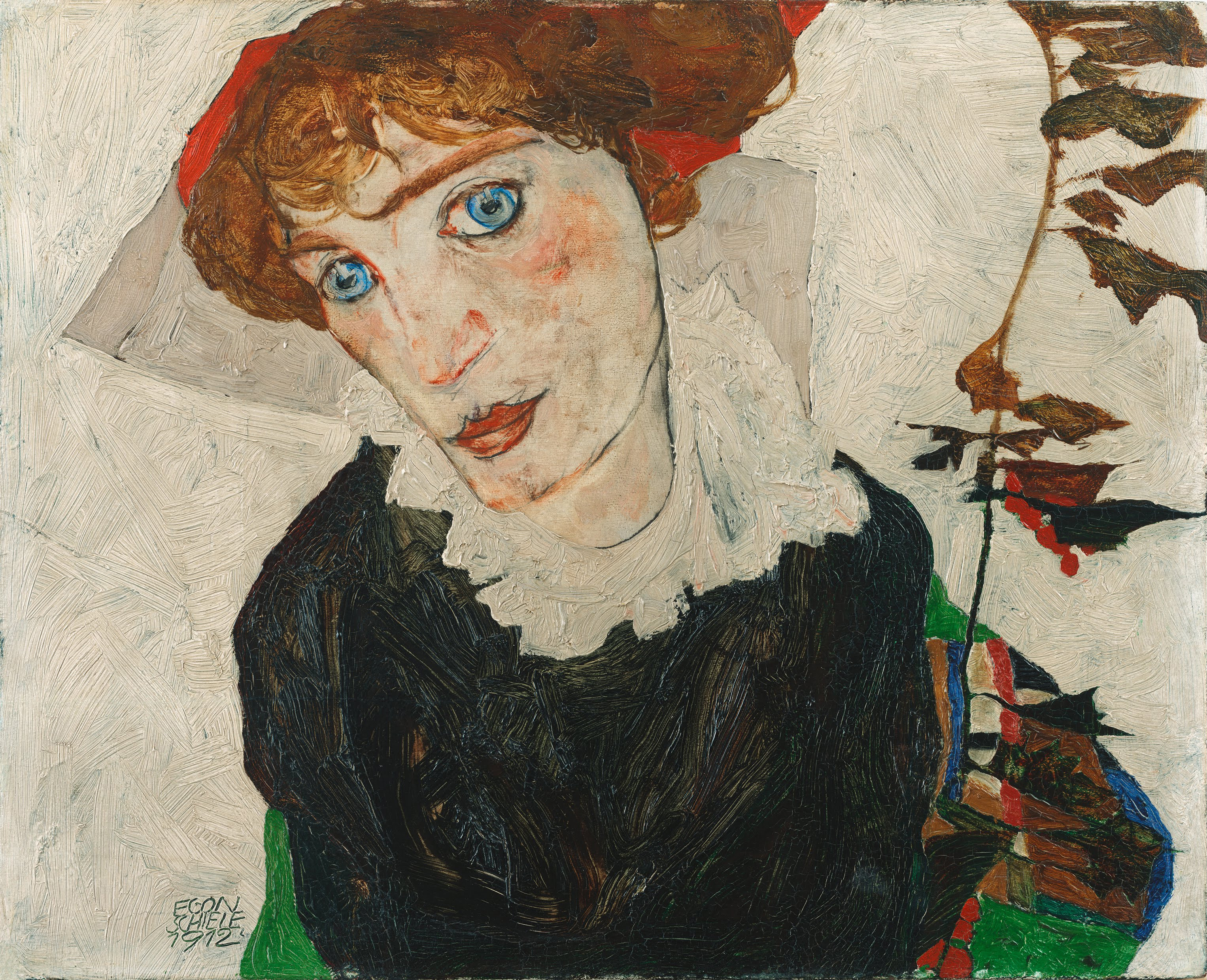
Wally von Egon Schiele, Öl auf Holz, 1912

Bildnis Walburga Neuzil, meist kurz Wally genannt, ist der Titel eines 1912 vom  österreichischen Maler Egon Schiele (1890–1918) im expressionistischen Stil geschaffenen Porträts. Es ist in Öl auf Holz gemalt, hat die Maße 32,7 × 39,8 Zentimeter und stellt Schieles damalige Geliebte Walburga Neuzil dar.
Das Gemälde wurde lange Jahre auch in der Fachliteratur fälschlich Bildnis Valerie Neuziel genannt. Es stand in der öffentlichen Aufmerksamkeit, nachdem es 1998 in New York, wo es als Leihgabe des Wiener Leopold Museums im Museum of Modern Art (MoMA) ausgestellt war, als Raubkunst sichergestellt wurde, was wiederum einen zwölf Jahre andauernden Rechtsstreit nach sich zog. Im Juli 2010 kam es zu einer außergerichtlichen Einigung, Wally kehrte nach einer Zahlung von 19 Millionen US-Dollar nach Wien zurück.

## Bildbeschreibung

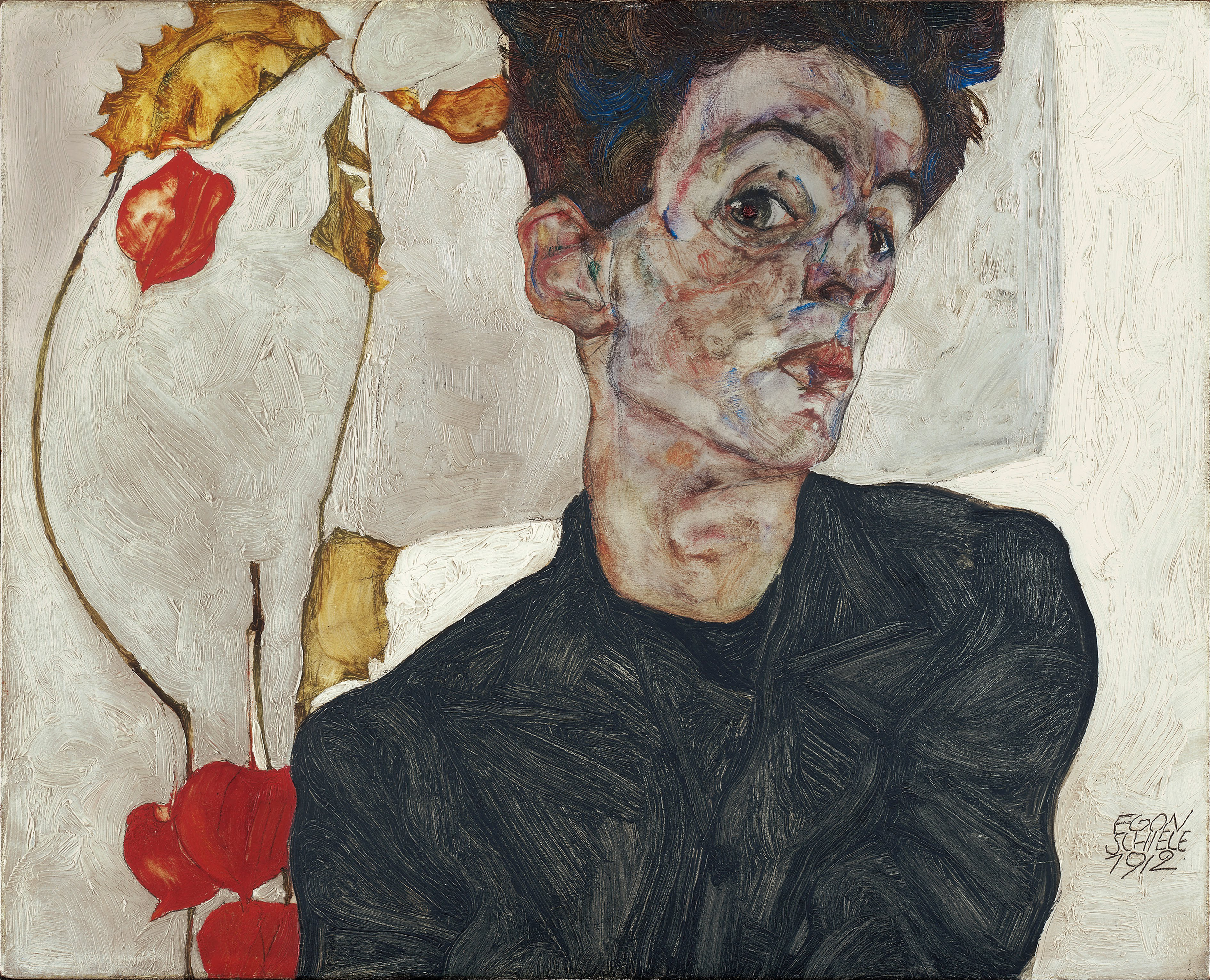
Egon Schiele: Selbstporträt mit Lampionfrüchten

Das als Brustbild ausgeführte Porträt stellt eine junge Frau dar, die leicht nach vorn gebeugt ihren Blick direkt auf den Betrachter richtet. Durch die „Einfachheit wohlgeordneter Flächen“, das dunkle Kleid, den weißen Kragen ebenso wie durch den hellen Hintergrund und die angedeutete Stuhllehne mit ornamentaler Musterung kommt ein „sezessionistischer Wohllaut“ zum Ausdruck.
Das verhältnismäßig kleine Gemälde entstand Anfang 1912 und bildet das Gegenstück zu dem zur gleichen Zeit geschaffenen Selbstporträt mit Lampionfrüchten, ebenfalls Öl auf Holz und 32,7 × 39,8 Zentimeter groß. Beide Bilder stammen aus einer als besonders fruchtbar geltenden Schaffensperiode, in der sich der Maler mit dem Werk Vincent van Goghs auseinandersetzte. In diesen Monaten, nach dem Umzug Schieles von Krumau nach Neulengbach und vor seiner Gefängnishaft von April bis Mai 1912 wegen Gefährdung der öffentlichen Sittlichkeit, entstanden neben den Porträts zahlreiche Landschaftsbilder und mehrere figürliche Kompositionen, insbesondere die Gemälde Eremiten und Kardinal und Nonne.
Das Modell Walburga Neuzil (1894–1917) war von 1911 bis 1915 Geliebte und Muse des Künstlers. Sie wurde am 19. August 1894 in Tattendorf in Niederösterreich als Tochter einer Taglöhnerin und eines Volksschullehrers geboren. Die Beziehung zu Schiele zerbrach, als dieser im Juni 1915 Edith Harms heiratete, die eine Dreierbeziehung strikt ablehnte. Nach der Trennung ließ Wally sich zur Krankenpflegerin ausbilden und ging 1917 nach Dalmatien, dort starb sie am 25. Dezember desselben Jahres an Scharlach.

## Provenienz
Das Kunstwerk ging nach zweimaligem Besitzerwechsel zwischen 1920 und 1925 in das private Eigentum von Lea Bondi-Jaray (1880–1969), Inhaberin der Wiener Galerie Würthle, über. Im Zuge der sogenannten Arisierung der Galerie 1938 presste der eng mit dem NS-Regime zusammenarbeitende Kunsthändler Friedrich Welz (1903–1980) aus Salzburg der Galeristin das Gemälde ab. 1945 konfiszierten es die amerikanischen Besatzungsbehörden und gaben es 1947 an das Bundesdenkmalamt weiter, zusammen mit weiteren Schiele-Werken, die Welz von dem von den Nationalsozialisten ermordeten Zahnarzt Heinrich Rieger an sich gebracht hatte. Das Bundesdenkmalamt gab 1950 irrtümlich mit dem Konvolut das Bildnis Wally an die im Ausland lebenden Rieger-Erben. Da diesen der volle Umfang der Riegerschen Sammlung, wie sie 1938 bestanden hatte, nicht bekannt war, gingen sie davon aus, das Bild hätte ihrem Vater gehört und verkauften es noch im gleichen Jahr an die Österreichische Galerie Belvedere. 1954 erwarb der insbesondere auf Werke von Schiele spezialisierte Kunstsammler Rudolf Leopold (1925–2010) das Bild im Tauschwege, wissend um die Ansprüche von Lea Bondi-Jaray, die er 1953 in London besucht hatte.
Lea Bondi-Jaray erhielt 1949 in einem Restitutionsverfahren gegen Friedrich Welz einen Teil ihrer beschlagnahmten Sammlung zurück. Nachdem sie erfahren hatte, dass sich das Bildnis Wally in der Galerie Belvedere befand, stellte sie ein Rückgabeersuchen, das mit ihrem Tod 1969 endete. 1994 war das Gemälde eines von mehr als 5000 Kunstwerken, die Leopold in die gemeinsam mit dem Staat Österreich gegründete Leopold Museum Privatstiftung einbrachte.

## Rechtsstreit
Das Gemälde wurde 1998 unmittelbar nach der großen Ausstellung Egon Schiele: The Leopold Collection, Vienna im New Yorker Museum of Modern Art (MoMA) auf Antrag der Erben von Lea Bondi-Jaray als Raubkunst beschlagnahmt. Auch das Werk Tote Stadt III aus dem ehemaligen Eigentum von Fritz Grünbaum stellte die Staatsanwaltschaft zunächst sicher, doch wurde dies nach einigen Monaten an das Leopold Museum zurückgegeben, da die Klage nicht von rechtmäßigen Erben vorgebracht worden war. Für das Bildnis Wally hingegen leitete man eine strafrechtliche Voruntersuchung nach US-amerikanischen Recht ein.
Im Mai 1998 hob der New York Supreme Court die Beschlagnahme auf, da Leihgaben aus Übersee gesetzlich geschützt seien. Dennoch blieb das Gemälde in gerichtlicher Verwahrung, da die Erben die Verletzung des National Stolen Property Acts geltend machten, ein Gesetz, das die Einfuhr von gestohlenen Waren in die USA verbietet. Nach Einwänden der Stiftung gestattete der zuständige Bundesrichter im Dezember 2000 die Fortsetzung der in den USA angestrengten Untersuchungen, da es sich um grundsätzliche Fragen im Zusammenhang mit der Restitution von Raubkunst handelte.
Am 30. September 2009 entschied die zuständige Richterin des United States District Court in New York, Judge Preska, dass es auf Grund der Beweislage außer Streit stehe, dass das Gemälde Raubgut ist. Da die Frage, ob dieser Umstand Rudolf Leopold bekannt gewesen sei, als er das Bild 1997 in die USA einführte, für das Gericht nicht zu klären war, müssten die Parteien entscheiden, ob sie ein strittiges Verfahren vor einem Geschworenengericht führen wollen. Nach dem Tod des am 29. Juni 2010 verstorbenen Rudolf Leopold verzichtete das Leopold Museum auf die Weiterverfolgung des Rechtsstreits, zu dem für den 26. Juli 2010 die Hauptverhandlung vor Gericht angesetzt war. Er hat die Leopold Museum Privatstiftung bis dato mehr als fünf Millionen Euro gekostet.
Im Juli 2010 kam es zur Einigung zwischen der Wiener Stiftung und den Erben Lea Bondy-Jarays sowie der Regierung der Vereinigten Staaten. Gegen eine Zahlung von 19 Millionen Dollar (14,8 Millionen Euro) an die Anspruchsteller ging das Bildnis Wally in das Eigentum der Leopold Stiftung über. Die physische Übergabe des Kunstwerks an Rudolf Leopolds Witwe Elisabeth Leopold und Carl Aigner, Vorstandsmitglieder der Leopold Museum Privatstiftung, fand am 27. Juli 2010 in New York statt. Vor dem Rücktransport nach Wien wurde das Gemälde vom 29. Juli bis 18. August 2010 im Museum of Jewish Heritage gezeigt.
Elisabeth Leopold gab am 21. Juli 2010 an, ihr Mann habe die gütliche Einigung „von Anfang an“ angestrebt, die Vertreter der Republik Österreich im Stiftungsvorstand hätten allerdings lange auf der gerichtlichen Austragung der Auseinandersetzung beharrt: „Die Vorstandsmitglieder des Bundes wollten zunächst keine Einigung. Sie dachten, man gewinnt den Prozess. Wir waren daher gezwungen, den Prozess zu führen.“

### Gemeinsame Erklärung
Ein weiterer Teil der Einigung war, dass das Bild mit einem Begleittext ausgestellt wird, der auf eine gemeinsame Erklärung der Lea Bondi-Jaray Erben und der Leopold Stiftung beruht. Dieser Text beschreibt die Provenienz des Gemäldes, den Rechtsstreit und die Entscheidung des Gerichts. Unter anderem heißt es darin:
Auf Grundlage des Beweismaterials, das im Rahmen dieser Sache vorgelegt wurde, kam die Lokalabteilung des Bundesgerichts (United States District Court) in New York 2009 zu dem Schluss, dass das Gemälde persönliches Eigentum von Lea Bondi-Jaray sei und dass Friedrich Welz, der ein Mitglied und Kollaborateur der Nazi-Partei gewesen war, sich das Werk im Wien der späten 1930er Jahre widerrechtlich angeeignet habe. […] 1954 kam ein Geschäft zwischen dem Belvedere und Dr. Rudolf Leopold zustande, bei dem Dr. Rudolf Leopold das Gemälde erwarb. 1994 überließ Dr. Leopold das Gemälde dem Leopold Museum. Im Anschluss an die gerichtliche Feststellung dieser Streitpunkte wurde die Sache 2010 von der US-Regierung, dem Nachlass und dem Leopold Museum endgültig beigelegt. Das Leopold Museum erklärte sich bereit, dem Nachlass einen erheblichen Betrag zu bezahlen; im Gegenzug ist der Nachlass dazu verpflichtet, den Besitzanspruch auf das Gemälde zugunsten des Leopold Museums aufzugeben. Die US-Regierung verpflichtete sich, die Einziehungsklage abzuweisen und das Gemälde an das Leopold Museum freizugeben.

## Auswirkungen des Rechtsstreits
Im Herbst 1998 ernannte in Österreich Bildungsministerin Elisabeth Gehrer eine Kommission für Provenienzforschung zur systematischen Klärung der Herkunft der Bestände der Bundesmuseen. Die Leopold Museum Privatstiftung war davon nicht direkt betroffen. Eine weitere Auswirkung des Rechtsstreites um das Porträt Wally war die Verabschiedung des so genannten Kunstrückgabegesetzes (BGBl. I Nr. 181/1998) durch den Nationalrat im Dezember 1998, die gesetzliche Grundlage für die Rückgabe von Kunstgegenständen in Staatseigentum, die im Zuge oder als Folge der NS-Zeit in österreichische Bundesmuseen gelangt sind. Die Leopold Museum Stiftung unterliegt als private Einrichtung nicht dem Restitutionsgesetz. Allerdings werden an sie, auf Grund des hohen Staatsanteils an der Stiftung, ungeachtet der juristischen Ausgangslage die gleichen moralischen Ansprüche wie an Bundesmuseen gestellt.